# Чемпіонат світу з фехтування 2007
Чемпіонат світу з фехтування 2007 проводився в Санкт-Петербурзі, Росія з 28 вересня по 7 жовтня 2007 року.

## Таблиця медалей
| Місце | Країна         | Золото | Срібло | Бронза | Загалом |
| ----- | -------------- | ------ | ------ | ------ | ------- |
| 1     | Франція        | 4      | 2      | 2      | 8       |
| 2     | Росія          | 2      | 2      | 1      | 5       |
| 3     | Німеччина      | 2      | 1      | 3      | 6       |
| 4     | Угорщина       | 2      | 0      | 2      | 4       |
| 5     | Італія         | 1      | 4      | 4      | 9       |
| 6     | Польща         | 1      | 0      | 1      | 2       |
| 7     | КНР            | 0      | 2      | 1      | 3       |
| 8     | Україна        | 0      | 1      | 0      | 1       |
| 9     | Південна Корея | 0      | 0      | 2      | 2       |
| 10    | Естонія        | 0      | 0      | 1      | 1       |
| 10    | Японія         | 0      | 0      | 1      | 1       |

## Чоловіки
| Event                | Золото                    | Срібло                | Бронза                                     |
| -------------------- | ------------------------- | --------------------- | ------------------------------------------ |
| Індивідуальна шпага  | Крістіан Кульчар (HUN)    | Ерік Буасс (FRA)      | Дієго Конфалоньєрі (ITA) Жером Жанне (FRA) |
| Командна шпага       | Франція (FRA)             | США (USA)             | Угорщина (HUN)                             |
| Індивідуальна рапіра | Петер Йоппіх (GER)        | Андреа Бальдіні (ITA) | Беньямін Клейбрінк (GER) Лей Шен (CHN)     |
| Командна рапіра      | Франція (FRA)             | Німеччина (GER)       | Південна Корея (KOR)                       |
| Індивідуальна шабля  | Станіслав Поздняков (RUS) | Альдо Монтано (ITA)   | Ніколас Лімбах (GER) О Ин Сок (KOR)        |
| Командна шабля       | Угорщина (HUN)            | Франція (FRA)         | Італія (ITA)                               |

## Жінки
| Event                | Золото                  | Срібло                    | Бронза                                     |
| -------------------- | ----------------------- | ------------------------- | ------------------------------------------ |
| Індивідуальна шпага  | Брітта Гайдеманн (GER)  | Лі На (CHN)               | Морен Нізіма (FRA) Ірина Ембліх (EST)      |
| Командна шпага       | Франція (FRA)           | Росія (RUS)               | Німеччина (GER)                            |
| Індивідуальна рапіра | Валентіна Веццалі (ITA) | Маргеріта Гранбассі (ITA) | Аїда Могамед (HUN) Джованна Трілліні (ITA) |
| Командна рапіра      | Польща (POL)            | Росія (RUS)               | Японія (JPN)                               |
| Індивідуальна шабля  | Олена Нечаєва (RUS)     | Тань Сюе (CHN)            | Богна Йожвяк (POL) Джия Марцокка (ITA)     |
| Командна шабля       | Франція (FRA)           | Україна (UKR)             | Росія (RUS)                                |